# الحي الصناعي (أولاد سلامة الغربية)
الحي الصناعي هو دُوَّار يقع بجماعة عين عتيق، عمالة الصخيرات تمارة، جهة الرباط سلا القنيطرة في المملكة المغربية. ينتمي الدوّار لمشيخة أولاد سلامة الغربية التي تضم 7 دواوير. يقدر عدد سكانه بـ 82 نسمة حسب الإحصاء الرسمي للسكان والسكنى لسنة 2004.

## روابط خارجية
- البوابة الوطنية للجماعات الترابية
- المندوبية السامية للتخطيط